# نورمان ن. لي
نورمان ن. لي (بالإنجليزية: Norman N. Li)‏ هو مهندس وكيميائي أمريكي، ولد في 28 ديسمبر 1932 في شانغهاي في الصين.